# 李密 (蜀)
李 密（り みつ、224年 - 287年）は、蜀漢・西晋に仕えた政治家である。字は令伯。犍為郡武陽県の出身。子に李賜・李興・李盛ら。

## 経歴
幼い頃に父が死亡して母も他家に嫁いだため、祖母の劉氏に育てられる。蜀漢では学問と孝行をもって知られ、益州従事・尚書郎・大将軍主簿・太子洗馬を歴任した。
使者として呉へ赴いた際、孫権は兄弟の優劣について議論を持ちかけ「人の兄となるよりも、弟になった方がよい（孫権は孫堅の次男）」と主張した。李密は「願わくば人の兄になりたいものです」と反論し、理由を問われると「兄となれば、それだけ両親を長く世話できます」と答え、呉の君臣は皆感心した。
泰始3年（267年）、西晋の初代皇帝となった司馬炎により招聘された。だが、90歳を過ぎた祖母を置いて洛陽へ行くわけにはいかず、かといって勅命に背くわけにもいかなかった。そこで李密は司馬炎に宛て、後世に『陳情事表（陳情の表）』と呼ばれる上奏文を表した。祖母を思う李密の心情に心動かされた司馬炎は、州県に李密と祖母を手厚く保護するように命じたのである。その後、祖母が亡くなって喪が明けると、司馬氏の出身地である温県県令に任じられ、皇族たちの横暴を抑えて見事な治績を挙げた。その後も益州大中正（九品中正法参照）に就任して官吏の人選に関与した。だが、張華の機嫌を損ねて漢中郡太守に移され、さらに旧蜀漢王朝を賛美した（裏を返せば、晋王朝を誹謗した）疑いで、官を追われることとなった。太康8年（287年）、64歳で亡くなった。彼の子たちは皆優秀であり六龍と呼ばれた。
李密の孝行ぶりは『晋書』孝友伝にも取り上げられ、『陳情事表』は『文選』など多くの詩文集に収録されている。『陳情事表』は、蜀漢の諸葛亮『出師表』、唐の韓愈『祭十二郎文（十二郎を祭る文）』と並び、「三絶文（3つの優れた文）」と讃えられた。
しかし、死後900年近く経った南宋時代、蜀漢正統論を唱える朱熹の朱子学が国家の学問として位置づけられると、同じような経歴を持つ『三国志』の著者陳寿と共に批判の対象となった。即ち『陳情事表』において逆賊である西晋に阿り、正統王朝である蜀漢を「偽朝」や「亡国」などと呼称しているのは「不忠不義」と指摘された。この論理により、南宋以後の歴代王朝で、李密は徹底的に糾弾され貶められた。